# Donald Jacoby
Donald Jacoby († vor 1998) war ein US-amerikanischer Eiskunstläufer, der im Eistanz startete.
Seine erste Eistanzpartnerin war Virginia Hoyns. Mit ihr belegte er bei den Eiskunstlauf-Weltmeisterschaften 1953 in Davos und 1954 in Oslo jeweils den fünften Platz.
Seine zweite Eistanzpartnerin war seine spätere Ehefrau Andree Anderson. Mit ihr gewann er bei der Weltmeisterschaft 1958 in Paris die Bronzemedaille und 1959 in Colorado Springs die Silbermedaille hinter den Briten Doreen Denny und Courtney Jones. Danach wechselte das Paar zu den Profis und tourte mit einer Eisrevue. 1997 wurde er posthum, zusammen mit seiner Ehefrau und ehemaligen Eistanzpartnerin Andree Anderson in die amerikanische United States Figure Skating Hall of Fame aufgenommen.

## Ergebnisse

### Eistanz
(mit Virginia Hoyns)
| Wettbewerb / Jahr                | 1951 | 1952 | 1953 | 1954 |
| -------------------------------- | ---- | ---- | ---- | ---- |
| Weltmeisterschaften              |      |      | 5.   | 5.   |
| US-amerikanische Meisterschaften | 2.   |      | 2.   |      |

(mit Andree Anderson)
| Wettbewerb / Jahr                | 1957 | 1958 | 1959 |
| -------------------------------- | ---- | ---- | ---- |
| Weltmeisterschaften              |      | 3.   | 2.   |
| US-amerikanische Meisterschaften | 2.   | 1.   | 1.   |